# KHD T4M 625 R
Die KHD T4M 625R sind zweiachsige Diesellokomotiven mit Stangenantrieb, die für den leichten Rangierdienst konzipiert wurden. Sie wurden von 1953 bis 1961 von Klöckner-Humboldt-Deutz (KHD) gebaut und bei verschiedenen Privatbahnen in Deutschland und Europa eingesetzt. Mehrere Lokomotiven der Reihe sind erhalten.

## Entwicklung
Die Lokomotiven entstanden zu einer Zeit, als beim Hersteller KHD die Motorbezeichnung identisch mit der Lokomotivbezeichnung war. Grundlage ihrer Bezeichnung war die Einführung einer neuen Motorreihe, die als wassergekühlte Zweitaktmotoren mit V-förmig angeordneten Zylindern konstruiert war. Die V-Anordnung ermöglichte niedrigere Bauhöhen der Motoren und dadurch auch niedrigere Motorhauben, um die Streckensicht für den Lokführer zu verbessern.
Die Entwicklung beinhaltete zunächst den Bau von 25 Lokomotiven mit der Bezeichnung KHD T4M 525R, zur gleichen Zeit entstanden auch Lokomotiven mit einer Motorleistung von 240 bis 260 PS und der Bezeichnung  KHD T4M 625R Bauart B, die in den Abmessungen identisch waren. Die Lokomotiven KHD T4M 625R Bauart B werden zudem als Typ KS240B bezeichnet. Diese Bezeichnung wurde vermutlich für die bis 1961 produzierten Lokomotiven gewählt.
In derselben Zeitspanne wurden ferner elf Lokomotiven mit der Achsfolge C gebaut und mit einem Motor mit sechs Zylindern ausgerüstet, die als KHD T6M 625R bezeichnet wurden.
Geliefert wurden nach Deutschland:
- eine Lokomotive an die Kleinbahn Bossel–Blankenstein
- drei Lokomotiven an die Braunkohlen- und Brikettwerke Roddergrube AG
- sechs Lokomotiven an die Häfen Köln GmbH
- drei Lokomotiven an die Ruhr-Lippe-Eisenbahnen
- eine Lokomotive an die Vereinigten Aluminium-Werke
- zwei Lokomotiven an die Klöckner-Werke AG
- eine Lokomotive an die Kölner Verkehrs-Betriebe
- eine Lokomotive an Felten & Guilleaume
- eine Lokomotive an die Köln-Bonner Eisenbahnen

## Verkäufe außerhalb Deutschland
Die restlichen Lokomotiven gingen nach Italien, Frankreich, Schweiz und in die Niederlande.

### Schweden
Nach Schweden wurden 41 Lokomotiven geliefert: (Trafik AB Grängesberg-Oxelösunds Järnväg: TGOJ V1 811–815; Malmö-Limhamns Järnväg: MLJ Z6 11; Statens Järnvägar: SJ Z6 342–356, später SJ Z64 342–356 sowie SJ Z64 387–396 und 412–421).
Ende der 1970er Jahre modernisierten die SJ ihre Loks. Der ursprüngliche Deutz-Motor wurde bei Z64 345, 346, 348, 350, 387–390, 396, 412–416 und 418–420 durch einen stärkeren Scania-Motor ersetzt. Dadurch konnte die Höchstgeschwindigkeit geringfügig auf 53 km/h erhöht werden. Die Führerhäuser wurden umgebaut und lärmisoliert.
2019 waren als Museumslokomotiven vorhanden:
- Z64 352 und 395 – Bergslagernas Järnvägssällskap, Göteborg
- Z64 392 – Malmbanans Vänner, Karlsvik

## Technik
Die Lokomotiven wurden analog der Wehrmachtslokomotive WR 200 B 14 mit zwei Achsen, die über die zwischen den Achsen angeordnete Blindwelle und Kuppelstangen angetrieben wurden, ausgeführt. Das Führerhaus befand sich am hinteren Ende der Lokomotive. Gegenüber der Vorkriegsausführung konnte die Bauhöhe der Vorbauten verringert werden. Der Dieselmotor war ein Vierzylinder-Zweitakt-Dieselmotor der Bezeichnung T4M 625R. Er war wassergekühlt und konnte mit Druckluft angelassen werden. Zur Kraftübertragung wurde ein Strömungsgetriebe von Voith verwendet.
Ursprünglich waren die Lokomotiven mit einfachen Scheinwerfern ausgerüstet, später haben sie Scheinwerfer mit integrierten Schlussleuchten erhalten.

## Einsatz
Der Einsatz der Lokomotiven war der leichte Verschub und Übergaben auf kurzen Strecken.

### Köln-Bonner Eisenbahn
Die KBE erhielt 1957 eine Lokomotive. Sie wurde 1981 an eine Baufirma in Hattingen und von dort Anfang der 1990er Jahre nach Italien verkauft. Der weitere Verbleib ist nicht bekannt.

### Ruhr-Lippe Eisenbahn
Die RLE bezeichnete ihre drei Lokomotiven mit D52, D56 und D57 gegeben.
Die D52 kam 1982 zur Museumseisenbahn Hamm. Sie besitzt seit 2007 die NVR-Nummer 98 80 0270 052-0 D-MEH im deutschen Fahrzeugeinstellungsregister.
Die D56 war bis 1981 im Einsatz und wurde dann abgestellt und nach Italien verkauft. Der weitere Verbleib ist nicht bekannt. Den gleichen Weg ging  die D 57.

### Häfen Köln GmbH

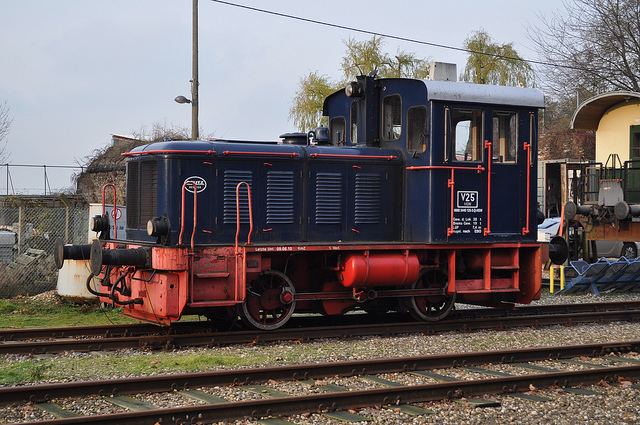
V 25 bei Historischer Schienenverkehr Wesel

Die Lokomotive mit der KHD-Werksnummer Deutz 56122, eine der sechs Lokomotiven der Häfen Köln GmbH, ist als Museumslokomotive vorhanden. Nach verschiedenen Einsätzen in Deutschland ist sie beim Verein Historischer Schienenverkehr Wesel und wird dort als V25 bezeichnet.